# Solenopsis superba
Solenopsis superba é uma espécie de formiga do gênero Solenopsis, pertencente à subfamília Myrmicinae.